# Publius Cornelius Scipio Nasica (Prätor)
Publius Cornelius Scipio Nasica vom Zweig der Scipionen aus der Gens der Cornelier war ein römischer Politiker.
Publius Cornelius Scipio Nasica war der Sohn des Konsuls von 111 v. Chr., Publius Cornelius Scipio Nasica Serapio, und der Caecilia Metella. Er war mit Licinia, der Tochter des Redners Lucius Licinius Crassus, verheiratet. Ihr Sohn Quintus Caecilius Metellus Pius Scipio wurde um das Jahr 64 v. Chr. von Quintus Caecilius Metellus Pius adoptiert. Nasicas persönliche Karriere führte ihn bis zur Bekleidung der Prätur, die er 93 v. Chr. in Spanien ausübte.